# Andévalo
El Andévalo ou El Campo de Andévalo é uma comarca histórica situada na província de Huelva, na Andaluzia, localizada entre a Serra de Aracena, a Tierra Llana de Huelva e a fronteira com Portugal.
A região é formada pelos municípios de Alosno, Cabezas Rubias, Calañas, El Almendro, El Cerro de Andévalo, El Granado, Paymogo, Puebla de Guzmán, San Bartolomé de la Torre, Sanlúcar de Guadiana, Santa Bárbara de Casa, Valverde del Camino, Villanueva de las Cruces e Villanueva de los Castillejos.
Confina a leste com a comarca da Cuenca Minera, ao sul com El Condado, a Comarca Metropolitana de Huelva e a Costa Occidental, a oeste com Portugal e a norte com a Serra de Huelva.
O Andévalo é um espaço de transição entre a planície litoral e os relevos abruptos da zona serrana, sendo uma zona de grande actividade cinegética, artesanal, de criação de gados e de extracção mineira. Tradicionalmente é considerada uma zona de alto interesse etnológico pelas suas peculiares e variadas tradições. No campo da música destaca-se pelo seu fandango e na gastronomia pelo gurumelo.